# Kościół Niepokalanego Poczęcia Najświętszej Maryi Panny w Lasocicach
Kościół Niepokalanego Poczęcia Najświętszej Maryi Panny w Lasocicach - świątynia parafii rzymskokatolickiej pw. Niepokalanego Poczęcia Najświętszej Maryi Panny w Lasocicach wzniesiona jako kościół parafii Ewangelickiego Kościoła Unijnego w tej miejscowości.
Budowla powstała w 1930. Zbudowano ją na miejscu starego kościoła, który ze względu na zły stan techniczny został zburzony. Nowy kościół został poświęcony 26 października 1930. Zachowała się pamiątkowa pocztówka z tej uroczystości z fotografią kościoła i napisem "Zur Erinnerung an die Anweihung der Evg.-reform. Kirche zu Lasswitz am 26 October 1930". W 1937 parafia ewangelicka skupiała 500 wiernych i należała do Superintendentury Poznań II Ewangelickiego Kościoła Unijnego
Po II wojnie światowej świątynia została przejęta na potrzeby kultu katolickiego i poświęcona w tym celu w 1946.